# Pecsovszky József
Pecsovszky József, Perényi (Temesvár, 1921. július 2. – Arad, 1968. október 6.) román és magyar válogatott labdarúgó, csatár.

## Pályafutása

### Klubcsapatban
16 évesen, a Temesvári Kinizsi csapatában mutatkozott be a román élvonalban. 1940-ben egy rövid időre CAM Timișoara játékosa volt, de visszatért a Kinizsihez. 1941-ben a Nagyváradi AC csapatához igazolt, amely a második bécsi döntés követően a magyar bajnokságban szerepelt. Három idényt játszott Váradon, 1943-ban ezüstérmes, 1944-ben bajnok lett a csapattal. 1944-ben a Kolozsvári AC-hoz szerződött, de háborús események miatt minden bajnokság megszakadt. 1946 és 1951 között az UTA Arad játékosa volt és tagja az 1947-ben román bajnok csapatnak. 1947. októberében három hónapos eltiltást kapott mert a Románia-Lengyelország mérkőzésre akart fogadást kötni Magyarországon az ellenfél győzelmére.
1952-ben a CCA București (Steaua) csapatához szerződött. Itt három idényt töltött, majd visszatért Aradra, ahol 1961-ben hagyta abba az aktív labdarúgást. Játékos pályafutása során szinte minden poszton szerepelt, egy alkalommal még kapus is volt. A román első osztályban 273 mérkőzésen játszott és 86 gólt szerzett. Az 1962-63-as idényben az aradi csapat vezetőedzője volt. Az aradi stadion főbejáratánál található szobra, melyet volt klubja állíttatott fel.

### A válogatottban
32 alkalommal szerepelt a román válogatottban és 11 gólt szerzett. 1942–43-ban három alkalommal a magyar válogatottban szerepelt. Az első román válogatott labdarúgó volt, aki meghívást kapott a világválogatottba.

## Sikerei, díjai
- Magyar bajnokság
  - bajnok: 1943–44
  - 2.: 1942–44
- Román bajnokság
  - bajnok: 1946–47, 1947–48, 1950, 1952, 1953
  - 2.: 1954
- Román kupa
  - győztes: 1948, 1952

## Statisztika

### Mérkőzései a magyar válogatottban
| Magyarország | Magyarország      | Magyarország              | Magyarország | Magyarország | Magyarország | Magyarország | Magyarország | Magyarország |
| #            | Dátum             | Helyszín                  | Hazai        | Eredmény     | Vendég       | Kiírás       | Gólok        | Esemény      |
| ------------ | ----------------- | ------------------------- | ------------ | ------------ | ------------ | ------------ | ------------ | ------------ |
| 1.           | 1942. november 1. | Budapest, Üllői úti pálya | Magyarország | 3 – 0        | Svájc        | barátságos   | -            |              |
| 2.           | 1943. május 16.   | Genf, Charmilles Stadion  | Svájc        | 1 – 3        | Magyarország | barátságos   | -            |              |
| 3.           | 1943. június 6.   | Szófia, Junak Stadion     | Bulgária     | 2 – 4        | Magyarország | barátságos   | -            |              |
|              | Összesen          |                           |              | 3            | mérkőzés     |              | 0            | gól          |